# Armoriale delle diocesi della Repubblica Ceca
Questa pagina contiene le armi (stemma e blasonatura) delle diocesi della Repubblica Ceca.
| Stemma                      | Blasonatura |
| --------------------------- | --- |
| Diocesi di Brno             | di nero, alla spada alta d'argento, impugnata di rosso, a due chiavi d'oro poste in decusse, attraversanti sulla spada. |
| Diocesi di Hradec Králové   | di rosso, alla colomba cadente d'argento, radiante di ventotto raggi d'oro.                                             |
| Diocesi di Litoměřice       | d'azzurro, alla croce inquartata d'argento e di rosso.                                                                  |
| Arcidiocesi di Olomouc      | troncato: nel 1° cuneato di rosso e d'argento di quattro pezzi; nel 2° cuneato di rosso e d'argento di due pezzi.       |
| Diocesi di Ostrava-Opava    | d'azzurro, alla croce partita; nel 1° scaccato di rosso e d'argento; nel 2° d'oro.                                      |
| Diocesi di Plzeň            | di nero, a cinque stelle (6) d'oro poste in cerchio, sormontate da due fasce dello stesso.                              |
| Arcidiocesi di Praga        | di nero, alla fascia d'oro.                                                                                             |
| Diocesi di České Budějovice | di nero, a tre mele maleordinate d'oro; al capo d'argento caricato di tre stelle (8) del secondo.                       |